# Franz Josef Müller von Reichenstein
Franz Josef Müller von Reichenstein (1. června 1740 Hermannstadt, Sedmihradsko nebo 4. října 1742, Poysdorf, Rakousko? – 12. října 1825 Vídeň) byl přírodovědec a objevitel prvku telluru.

## Životopis
Studoval ve Vídni filosofii, navštěvoval přednášky v oblasti mineralogie a hornictví a později odešel do hornického centra Banská Štiavnica (Schemnitz). Jako vedoucí sedmihradské mincovny a těžbu nerostů a v roce 1782 objevil prvek tellur, téměř současně s Paul Kitaibel (1757–1817). Franz Josef Müller baron z Reichensteinu byl v práci podporován Samuelem von Brukenthal (1721–1803).
Jeho vnuk Franz von Reichenstein (1819–1880) byl posledním sedmihradským vicekancléřem a v 60. letech 19. století zasedal jako poslanec rakouské Říšské rady.

## Pocta
Ačkoliv není dosud jednoznačně určené datum a místo narození, Franz Josef Müller z Reichensteinu byl roku 1992 poctěný k 250. narozeninám vydáním zvláštní poštovní známky.